# Stijn Derkx
Stijn Derkx (Heeze, 3 februari 1995) is een voormalig Nederlands profvoetballer die bij voorkeur als aanvaller speelde. Hij maakte als eerstejaars A-junior op achttienjarige leeftijd zijn competitiedebuut in het eerste elftal van Willem II toen hij het daarmee opnam tegen AZ. Die wedstrijd werd met 2-0 gewonnen.

## Willem II
Derkx doorliep de hele jeugdopleiding van Willem II. Tijdens een competitiewedstrijd tegen AZ mocht hij debuteren in het eerste elftal. Hij kwam er in voor Nicky Hofs, die op die dag zijn laatste wedstrijd in het betaald voetbal speelde. Bij Willem II bleef het bij die ene wedstrijd voor Derx, die in 2015 transfervrij naar FC Oss vertrok. Hier mocht hij op amateurbasis proberen een contract te verdienen, maar voor het seizoen begon vertrok hij bij de club. Als reden gaf hij op dat hij zich door persoonlijke omstandigheden op dat moment niet volledig in kon zetten. Sindsdien speelt hij in Nederland en België op amateurniveau.

## Cluboverzicht
| Seizoen | Club      | Competitie | Wedstr. | Goals |
| ------- | --------- | ---------- | ------- | ----- |
| 2012/13 | Willem II | Eredivisie | 1       | 0     |